# Artist Collection (Kylie Minogue-album)
Az Artist Collection Kylie Minogue ausztrál énekesnő válogatásalbuma. 2004. szeptember 20-án jelent meg az Egyesült Királyságban. A kiadványon többségében olyan dalok hallhatóak, amelyek a Kylie Minogue és az Impossible Princess albumokról származnak.

## Számlista
|     | Cím                                          | Szerző(k)                                          | Producer(ek)       | Hossz |
| --- | -------------------------------------------- | -------------------------------------------------- | ------------------ | ----- |
| 1.  | Confide in Me (Master Mix)                   | Steve Anderson, Dave Seaman, Owain Barton          | Brothers in Rhythm | 5:51  |
| 2.  | Limbo                                        | Minogue, Dave Ball, Ingo Vauk                      | Ball, Vauk         | 4:06  |
| 3.  | Breathe (Radio Edit)                         | Minogue, Ball, Vauk                                | Ball, Vauk         | 3:39  |
| 4.  | Automatic Love                               | Minogue, Inga Humpe, Charlie Mallozzi, Marco Sabiu | Brothers in Rhythm | 4:46  |
| 5.  | Dangerous Game (Dangerous overture)          | Anderson, Seaman                                   | Brothers in Rhythm | 1:20  |
| 6.  | Too Far                                      | Minogue                                            | Brothers in Rhythm | 4:43  |
| 7.  | Dangerous Game (Brazilian edition exclusive) | Anderson, Seaman                                   | Brothers in Rhythm | 5:30  |
| 8.  | Put Yourself in My Place                     | Jimmy Harry                                        | Harry              | 4:54  |
| 9.  | Did It Again                                 | Minogue, Anderson, Dave Seaman                     | Brothers in Rhythm | 4:15  |
| 10. | Take Me with You                             | Anderson, Seaman                                   | Brothers in Rhythm | 9:10  |
| 11. | Love Takes Over Me                           | Minogue, Anderson, Seaman                          | Brothers in Rhythm | 4:19  |
| 12. | Where Is the Feeling (Acoustic version)      | Wilf Smarties, Jayn Hannah                         | Brothers in Rhythm | 4:51  |
| 13. | Cowboy Style                                 | Minogue, Anderson, Seaman                          | Brothers in Rhythm | 4:44  |
| 14. | Dreams                                       | Minogue, Anderson, Seaman                          | Brothers in Rhythm | 3:44  |

## DVD-kiadás
1. "Where Is the Feeling?" (Music video)
2. "Confide in Me" (Music video)
3. "Put Yourself in My Place" (Music video)
4. "Did It Again" (Music video)
5. "Some Kind of Bliss" (Music video)
6. "Breathe" (Music video)